# Pic de Sudorn
El Pic de Sudorn és una muntanya de 2.711 metres ubicada al municipi d'Espot, a la comarca del Pallars Sobirà. Forma part de la serra que tanca per l’est la vall de Peguera, separant-la de la coma dels Estanyets.
El sudorn és una espècie d'herba del gènere Festuca que es troba en aquestes contrades i és apreciada pels isards.